# Anna Rosina de Gasc
Anna Rosina de Gasc, nacida Anna Rosina Lisiewska (Berlín, 10 de julio de 1713-Dresde, 26 de marzo de 1783) fue una retratista alemana del siglo XVIII. 

## Biografía
Anna Rosina provenía de una conocida familia de pintores polacos, su padre Jorge Lisiewski (1674-1751) le dio las primeras lecciones de pintura junto a sus hermanos Federica Julia, Anna Dorothea (1721-1782) y Cristóbal Federico (1725-1794), quienes también seguirían el género del retrato y serían pintores de cámara. Más tarde se perfeccionó con el pintor francés Antoine Pesne y adoptó su estilo de pintura. En 1757 fue llamada por el príncipe Federico de Anhalt-Zerbst, hermano de Catalina la Grande, como pintora de la corte de Zerbst, donde Anna Rosina realizó una serie cuarenta retratos para la Galería de bellezas de Zerbst. Tuvo después una estancia de diez años en la corte ducal de Brunswick donde contó con el generoso apoyo de Filipina Carlota, duquesa de Brunswick, y en 1764 se le otorgó una importante pensión vitalicia. El palacio de Charlotenburgo en Berlín, el
Herzog Anton Ulrich Museum de Brunswick y el palacio de Ambras en Innsbruck poseen algunas de sus obras.

## Matrimonios

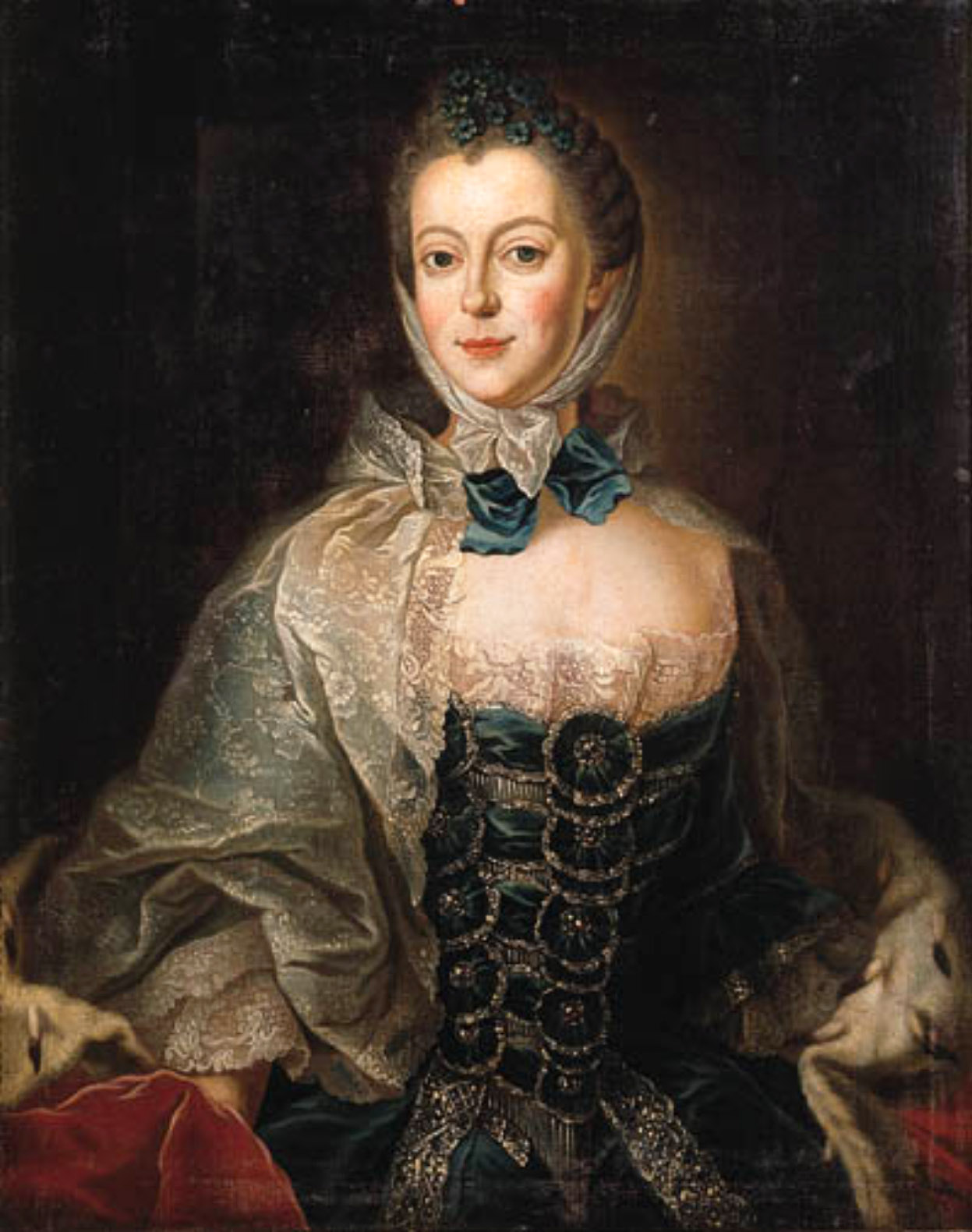
Retrato de Isabel Federica de Württemberg, h.1750.

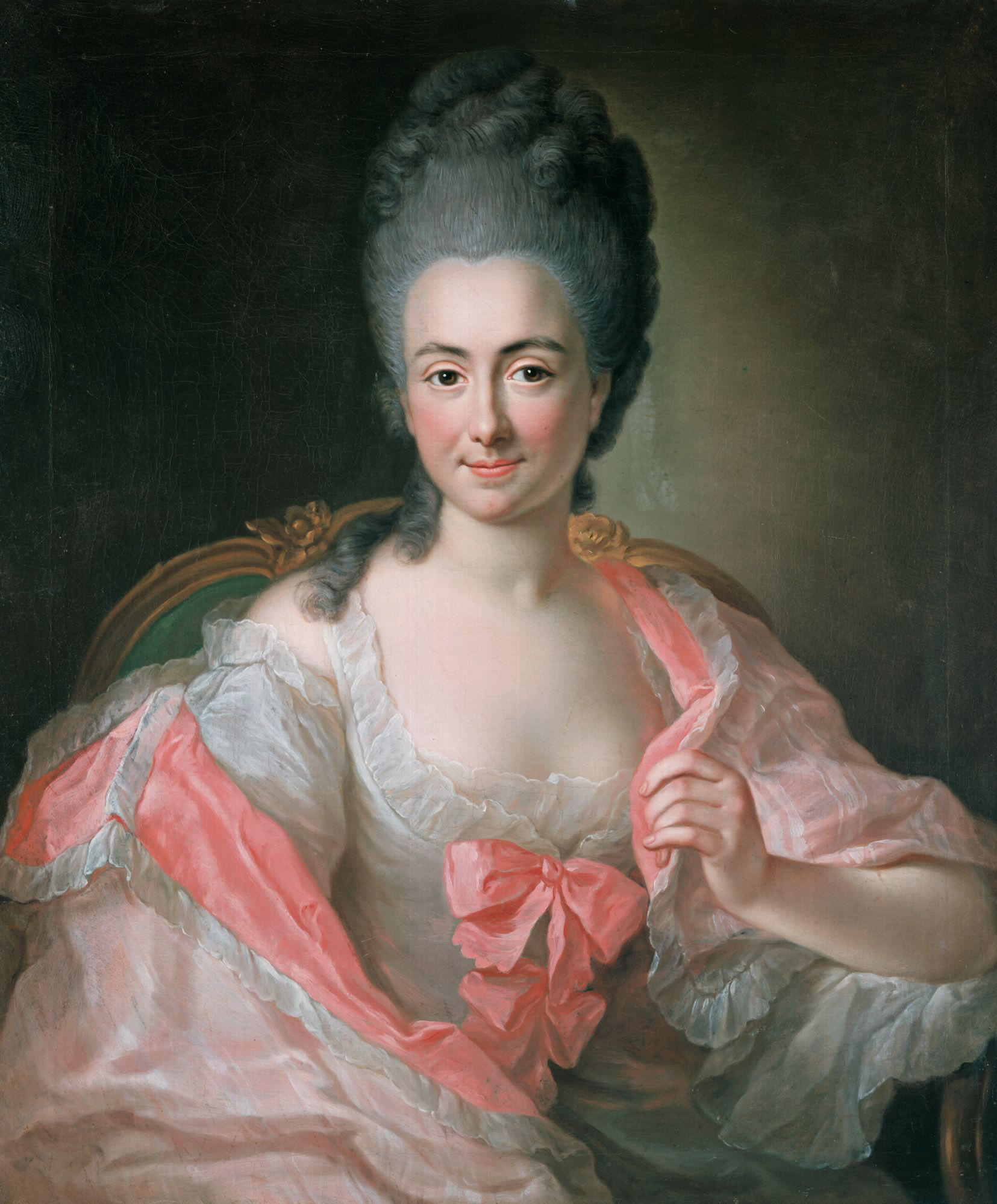
Retrato de Maria Antonia Branconi, 1770.

Estuvo casada en primeras nupcias con el pintor de la corte prusiana David Matthieu (1697-1755) con lo cual se convirtió en madrastra del también pintor Jorge David Matthieu. Al enviudar se casó en 1760 con Luis de Gasc, un amigo del poeta Gotthold Ephraim Lessing y comenzó  a firmar sus obras como Anna Rosina de Gasc. De su segundo matrimonio nacieron dos hijos. 

## Retratos destacados
- La duquesa Isabel Federica de Württemberg, h.1750
- Mujer como Aurora, 1761
- Autorretrato, 1767
- Maria Antonia von Branconi, 1770
- Juana Isabel de Holsein-Gottorp
- Filipina Carlota duquesa de Brunswick.
- Teresa Natalie de Brunswick-Wolfenbüttel, 1773
- Federico el Grande de Prusia, 1773
- La duquesa Ana Amalia de Sajonia-Weimar-Eisenach y sus hijos, 1774
- Michał Kazimierz Ogiński
- Mujer con rosa

## Honores
- 1757 Pintora de la corte del Príncipe de Anhalt-Zerbst
- 1769 Miembro honorario de la Academia de Dresde
- 1777 Pintora de la corte de los duques de Brunswick